# Sidorowskoje (rejon ust-kubiński)
Sidorowskoje (ros. Сидоровское) – wieś w Rosji, w rejonie ust´-kubinskim obwodu wołogodzkiego. W 2010 r. liczyła 4 mieszkańców.